# Neil Sebastian Scantlebury
Neil Sebastian Ricardo Scantlebury (* 1. Oktober 1965 in Bridgetown) ist ein barbadischer Geistlicher und römisch-katholischer Bischof von Bridgetown.

## Leben
Neil Sebastian Scantlebury absolvierte zunächst ein Maschinenbaustudium an der University of the West Indies in St. Augustine und arbeitete anschließend auf den Amerikanischen Jungferninseln. Später studierte Scantlebury Philosophie und Katholische Theologie an der Mount St. Mary’s University in Emmitsburg, Maryland. Er empfing am 18. Mai 1995 durch den Bischof von Saint Thomas, Elliot Griffin Thomas, das Sakrament der Priesterweihe.
Von 1995 bis 1997 war Neil Sebastian Scantlebury als Pfarrvikar der Pfarrei Holy Family auf Saint Thomas tätig, bevor er Pfarradministrator und später Pfarrer der Pfarrei Our Lady of Mount Carmel auf Saint John wurde. 1999 erwarb Scantlebury einen Master im Fach Bibelwissenschaft. Ab 2000 war er zudem Diözesankanzler des Bistums Saint Thomas. Von 2003 bis 2009 war Scantlebury Rektor der Kathedrale Saints Peter and Paul in Charlotte Amalie. Anschließend war er als Pfarrer der Pfarrei Holy Family auf Saint Thomas tätig, bevor er 2020 Pfarrer der Pfarrei St. Ann auf Saint Croix wurde. Neben seiner seelsorglichen Tätigkeit war Scantlebury ab 2009 zusätzlich erneut Diözesankanzler.
Am 28. Dezember 2020 ernannte ihn Papst Franziskus zum Bischof von Bridgetown. Die zunächst für den 17. März 2021 geplante Bischofsweihe musste aufgrund der COVID-19-Pandemie in Barbados verschoben werden. Daraufhin wurde Scantlebury am 1. März 2021 zum Apostolischen Administrator von Bridgetown bestellt. Der Apostolische Nuntius in Barbados, Erzbischof Fortunatus Nwachukwu, spendete ihm schließlich am 11. Juni desselben Jahres in der Kathedrale St. Patrick in Bridgetown die Bischofsweihe; Mitkonsekratoren waren der Erzbischof von Port of Spain, Charles Jason Gordon, und der Erzbischof von Castries, Robert Rivas OP.